# آرآراس دیسکاوری
آرآراس دیسکاوری (به انگلیسی: RRS Discovery) یک کشتی است که طول آن ۱۷۲ فوت (۵۲ متر) می‌باشد. این کشتی در سال ۱۹۰۱ ساخته شد.